# Darwin Quintero
Carlos Darwin Quintero Villalba (Tumaco, 19 de septiembre de 1987) es un futbolista colombiano. Juega como delantero en el Deportivo Pereira de la Categoría Primera A, del que es su primer capitán. También fue Internacional absoluto con la selección de Colombia. 
Su carrera en el fútbol comenzó en las fuerzas básicas del Deportes Tolima y su debut profesional se dio en septiembre de 2005 en el Torneo Finalización 2005 de Colombia. Un año después terminó como subcampeón al perder la final del Torneo Finalización 2006 en contra de Cúcuta Deportivo. También participó en la Copa Sudamericana 2006 y en la Copa Libertadores 2007. Terminó con un total de 55 partidos jugados con 24 goles en Categoría Primera A y 11 partidos con cuatro goles en partidos internacionales. En el verano de 2007 fue contratado por el Krylia Sovetov de la Liga Premier de Rusia, jugó seis meses con el equipo ruso, anotó un gol en 11 partidos y regresó a Colombia para jugar la temporada 2008 con el Deportivo Pereira en donde jugó 34 partidos, anotó 17 goles y fue considerado el mejor jugador del Torneo Finalización 2008.
Para el 2009 llegó al Santos Laguna. Su primer gran actuación fue en los cuartos de final de la Concacaf Liga Campeones 2008-09, en donde anotó dos goles a los minutos 92' y 94' con lo cual el Santos ganó el partido 5-2 y le dio la vuelta al marcador global que terminó 5-4. En el 2010 perdió las finales del Torneo Bicentenario y del Torneo Apertura en contra del Toluca y del Monterrey, respectivamente. Un año después volvió a jugar la final, ahora en contra de Tigres UANL, y de nueva cuenta quedó subcampeón. En abril de 2012 perdió la final de la Concacaf Liga Campeones 2011-12 en contra de Monterrey y, para su desgracia, esto significó su cuarto subcampeonato con el equipo. Un mes después, en el Torneo Clausura 2012, el Santos volvió a llegar a la final de la liga. Esta era su quinta final en solo dos años. El marcador global fue de 3-2 a favor del equipo lagunero y así Quintero consiguió su primer campeonato profesional. Destacó durante la siguiente temporada en la Concacaf Liga Campeones 2012-13 al terminar como máximo goleador del torneo con seis goles empatado con el panameño Nicolás Muñoz. El Santos terminó el torneo como subcampeón al perder la final nuevamente contra el Monterrey.
Participó con las categorías inferiores de la Selección de fútbol de Colombia en los XX Juegos Centroamericanos y del Caribe en donde anotó tres goles en cinco partidos y consiguió la medalla de oro, y en el Campeonato Sudamericano Sub-20 de 2007 jugó ocho partidos y anotó un gol. Debutó con la selección absoluta el 11 de octubre de 2008 en un partido en contra de Paraguay y su primer gol fue el 30 de septiembre de 2009 en contra de México.
En el juego del 2/marzo/2024, con su equipo actual el Deportes Pereira, abrió la cuenta en el marcador y al celebrar hizo gestos de una llamada en la cual le dijeron que “NO” esto debido a que le marcaba a su equipo anterior del cual solo duró un semestre y no le renovaron contrato.

## Trayectoria

### Inicios
Comenzó jugando en la escuela con un club pequeño de Pereira. Más tarde, empezó a asistir a otra escuela de formación, Barsa Fútbol Club, donde pasó varios años actuando en diversas categorías de su edad. Mientras tanto, su mentor Elkin Congote le buscó mejores opciones en las más prestigiosas academias de Cali, La Escuela Sarmiento Lora, en Boca Juniors y con la Selección representativa del departamento de Valle del Cauca, en ninguno de estos lugares logró convencer a los formadores locales, por lo que estos lo mandaban a entrenar, pero debido a que los lugares de entrenamiento le quedaban bastante lejos y a que no recibía apoyo alguno por parte de las instituciones decidió no volver. Después de esto, siguió entrenando en la escuela de su barrio y entonces regresó al Barsa, donde lo ayudaron económicamente.
A principios del 2004, Humberto Ortiz Echavarría fue a hacer una visoría a un partido entre el Barsa y Atlético Fútbol Club, en ese momento le vio cualidades a Quintero y lo llevó a probar suerte con los equipos de fuerzas básicas de Deportes Tolima que se encontraban en la ciudad de Ibagué.

### Deportes Tolima
Con el equipo juvenil fue campeón de los Juegos Deportivos Nacionales de Colombia en 2004. Después de este torneo Jorge Luis Bernal, que en ese momento era el entrenador del primer equipo de Tolima subió a Darwin al primer equipo.
Debutó en primera división a los 18 años con el Deportes Tolima el 18 de septiembre de 2005 en la derrota contra el Junior por marcador de 1-0. El 19 de febrero de 2006 anotó su primer gol como profesional al minuto 47 en la victoria de Tolima contra Boyacá Chicó por marcador de 3-1; una jornada después, el 26 de febrero anotó su primer triplete cuando derrotaron 3-7 al Envigado F. C., anotó a los minutos 4, 21 y 58. Llegó a la final del Torneo Finalización 2006 y la perdió ante el Cúcuta Deportivo por marcador global de 2-1.
Participó en la Copa Sudamericana 2006, jugó 6 partidos y anotó dos goles, uno contra el Independiente Medellín y el otro en contra de Mineros de Guayana. Al final Tolima fue eliminado en octavos de final por el Pachuca por marcador global de 6-3. Un año después participó en la Copa Libertadores 2007, jugó cinco partidos y anotó dos goles, uno al Cerro Porteño y otro al Cúcuta Deportivo. Terminó en tercer lugar del grupo y quedó eliminado de la competencia.

### Krylia Sovetov
En el verano de 2007 fue fichado por el Krylia Sovetov de la Liga Premier de Rusia por la cantidad de 350.000 €, llegó junto con su compañero de equipo en el Tolima, Juan Carlos Escobar. Alexander Baranovsky, presidente del equipo de Krylia Sovetov, dijo que observó a los jugadores desde hace mucho tiempo, pero no se tenía el suficiente capital para completar la transferencia por lo que tuvieron que incurrir a préstamos. El 9 de julio fueron sometidos a pruebas físicas y tres días después se integraron a los entrenamientos. Ambos jugadores firmaron un contrato por dos años. Quintero estuvo en platicas para fichar con el Real Betis de la Primera División de España, pero optó por jugar en Rusia.
Debutó el 11 de agosto de 2007 en la derrota de su equipo en contra de Spartak de Moscú por marcador de 2-0, entró al minuto 57 en lugar de Aleksey Skvernyuk. Su primer partido como titular fue el 25 de agosto en contra del Zenit de San Petersburgo. Su primer y único gol con el equipo fue el 21 de octubre al minuto 87 en la victoria 3-0 de Krylia sobre Rubin Kazán. Tuvo un total de 11 partidos jugados (429 minutos jugados), un gol y dos tarjetas amarillas. Al final de la temporada Krylia terminó en el decimotercer lugar en la liga (dieciséis equipos).

### Deportivo Pereira
En febrero de 2008 Quintero regresó a Colombia para jugar a préstamo por seis meses con opción a compra con el Deportivo Pereira. El Torneo Apertura 2008 jugó 12 partidos y anotó cuatro goles, su primer gol fue el 6 de abril en la derrota de Pereira 4-1 en contra del América de Cali, anotó dos en contra de Deportivo Pasto y otro en contra Atlético Huila.
A finales de mayo regresó al Krylia Sovetov, pero el entrenador del club, Leonid Víktorovich Slutski, no le vio cupo en el equipo ruso, debido a esto el Krylia empezó a tener conversaciones con el Atlético Nacional para el traspaso del jugador y en junio, Víctor Marulanda, presidente del club verde dio por hecho la contratación de Quintero con el Nacional, sin embargo, el Pereira decidió de último momento hacer válida la cláusula de derechos de compra que tenían sobre Quintero y esto hizo que su traspaso al Nacional se cayera.
En su siguiente torneo con los "Matecañas" disputó 22 partidos y convirtió 13 goles, los cuales le sirvieron para ser el segundo goleador del Torneo Clausura 2008 y ser considerado el mejor jugador del torneo. En total jugó 34 partidos y logró conseguir 17 goles. El buen torneo que tuvo llamo la atención de los equipos italianos Lazio y Chievo Verona.

### Santos Laguna

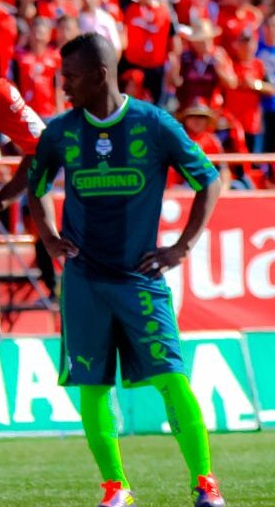
Darwin con Santos Laguna.

El 19 de diciembre de 2008 se dio a conocer su traspaso al Santos Laguna de la Primera División de México. Llegó a México el 2 de enero de 2009 y ese mismo día se realizó los exámenes médicos. Después de haber pasado los exámenes médicos se unió al equipo que estaba realizando su pretemporada en Cancún. El 9 de enero la FIFA lo incluyó en la lista de 13 jugadores que podrían "alcanzar el estrellato en los próximos meses".
Debutó con el equipo el Torneo Clausura 2009 el 18 de enero de 2009 en la derrota del Santos en contra del Club América por marcador de 1-2, empezó el partido como titular y jugó todo el encuentro. Quintero empezó a desempeñar la posición de delantero en lugar del Christian Benítez debido a que este último tuvo una lesión en la liguilla del Apertura 2008 y no logró recuperarse a tiempo para el inicio del torneo. Con el regreso de Benítez en la jornada 3, Darwin comenzó a jugar la posición de extremo por la banda derecha y logró hacer una buena dupla con el delantero ecuatoriano, aunque al principio del torneo la delantera del Santos fue criticada por la poca producción ofensiva que tenían, ya que entre Benítez, Matías Vuoso y Quintero llevaban 500 minutos sin anotar un gol. El 15 de febrero anotó su primer gol al minuto 60' de cabeza en la victoria de 2-1 como local del Santos en contra del Guadalajara, un mes después anotó un doblete en contra del Toluca con el que su equipo terminó empatando 2-2. Como resultado de su primer torneo en el fútbol mexicano terminó con un registro de 16 partidos jugados, 10 como titular y cuatro goles.
Participó en la Concacaf Liga Campeones 2008-09. Su primer partido fue en cuartos de final en contra del Montreal Impact el 25 de febrero de 2009 y su equipo perdió 2-0. Una semana después, el 5 de marzo, entró de cambio al minuto 34' en lugar de Osmar Mares, el partido se encontraba 3-2 a favor del Santos y 3-4 el global a favor del equipo canadiense, y a los minutos 92' y 94' Darwin consiguió los dos goles con los que el Santos le dio la vuelta al marcador global, el resultado final fue de 5-4 y con esto Santos pasó a la semifinal en contra del Atlante, en el partido de ida Quintero anotó los dos goles con los que su equipo ganó 2-1, en el partido de vuelta Atlante ganó 3-1 y así eliminó al Santos de la competencia. También jugó la SuperLiga Norteamericana 2009, participó en dos encuentros y anotó un gol en el partido contra Tigres UANL.
En el Torneo Apertura 2009, registró tres goles en 19 encuentros, su equipo fue eliminado en cuartos de final por Monarcas Morelia. Jugó la InterLiga 2010, participó en tres partidos, no anotó gol y Santos fue eliminado en la fase de grupos. En la fase regular del Torneo Bicentenario 2010 Quintero registró un total de ocho goles en 22 partidos jugados, en semifinal anotó uno de los siete goles con los que el Santos le ganó el partido de vuelta a Monarcas Morelia, y en la final en contra del Toluca, Quintero anotó uno de los dos goles con el que empataron el juego de ida, el partido de vuelta terminó empatado a ceros y en la tanda de penales Toluca se proclamó campeón (4-3). Medio año más tarde, en el Torneo Apertura 2010, Santos laguna volvió a ser finalista, esta vez la perdió en contra del Monterrey por marcador global de 5-3, el partido de ida terminó 3-1 a favor del Santos y el de vuelta 0-3. En la fase regular anotó solo un gol en 14 partidos jugados y en la liguilla anotó cuatro goles, tres al América en la serie de semifinal y otro al Monterrey en la final.
En el Torneo Clausura 2011, terminó con tres goles en 13 partidos y Santos no consiguió entrar en la liguilla. El 2 de abril de 2011 Santos le ganó 3-0 al Cruz Azul, en este partido Quintero aseguró que recibió insultos racistas por parte de Rogelio Chávez, a pesar de la denuncia, Rogelio negó haber hecho los insultos a Quintero; en el mismo partido, después de Quintero recibió un empujón por parte de Christian Giménez, comenzó un conato de bronca que le costó a Quintero seis partidos de suspensión, aunque después le redujeron el castigo a solo cuatro partidos, esta fue la primera expulsión de Quintero en dos años jugando en el fútbol mexicano. En la Concacaf Liga Campeones 2010-11, Quintero anotó tres goles en siete partidos, anotó un gol en la ronda preliminar en contra del San Juan Jabloteh, y los otros dos fueron en la fase de grupos en contra de Joe Public y del Municipal de Guatemala. Al final, Santos fue eliminado por Cruz Azul en cuartos de final, perdiendo el partido de ida 0-2 y el de vuelta 3-1.
En el Torneo Apertura 2011, dejó de utilizar en número "28" para empezar a usar el "3", esto debido al nacimiento de su hijo. A lo largo del torneo jugó 23 partidos y anotó seis goles, uno de ellos en la liguilla ante Jaguares de Chiapas. Santos llegó a la final y se enfrentó a Tigres UANL, perdió los dos partidos (0:1, 3:1) y así perdió su tercer final consecutiva. En el Torneo Clausura 2012, Benjamín Galindo coloco a Quintero en la posición de volante ofensivo y no de delantero que era su posición natural, a pesar de costarle al principio al final terminó acostumbrándose a la posición. Quintero terminó con un registro de ocho goles en 20 encuentros, su equipo terminó como líder general. En cuartos de final vencieron a Jaguares por marcador global de 6:4; en la semifinal contra Tigres, Santos empató el partido de ida (1:1) y en el de juego vuelta, iba perdiendo el encuentro (0:2) y en los últimos minutos Quintero le puso dos asistencias a Oribe Peralta que terminó anotando en ambas ocasiones, con esto pasó a la final en donde se enfrentó al Monterrey, el partido de ida terminó en empate a un gol, y el de vuelta Santos ganó dos goles por uno y con esto Quintero consiguió su primer título en el fútbol mexicano.
Para la Concacaf Liga Campeones 2011-12, participó en ocho encuentros y anotó cuatro goles. El 22 de septiembre de 2011 anotó dos goles en contra del Isidro Metapán (6:0), con estos dos goles, Quintero llegó a 11 goles en la competencia y se convirtió en el segundo máximo goleador en la historia de la competencia solo por debajo de Javier Orozco que contaba con 24 goles. Santos llegó a la final del torneo y se enfrentó a Monterrey, el partido de ida perdió 2-0 y el de vuelta lo ganó 2-1, pero por la diferencia de goles Monterrey se coronó campeón.
En el Torneo Apertura 2012, Quintero terminó como el mejor goleador del equipo con siete anotaciones en 14 partidos, pero el Santos tuvo una mala campaña y quedó fuera de la liguilla, de esta forma perdió la oportunidad de defender su título. En el siguiente torneo, el Clausura 2013, registró seis goles y seis asistencias en 20 partidos. En cuartos de final, Santos derrotó al Atlas (0:0, 1:3), en el partido de vuelta, Quintero tuvo una destaca actuación al anotar dos goles; y en semifinales fueron eliminados por Cruz Azul (0:3, 2:1). En la Concacaf Liga Campeones 2012-13, participó en nueve partidos y anotó seis goles con los que se convirtió en campeón de goleo del torneo empatado con el panameño, Nicolás Muñoz. Santos volvió a la final por segundo torneo consecutivo y su rival era de nueva cuenta Monterrey, el partido de ida terminó en empate a cero y en el de vuelta Monterrey ganó 4-2, consiguiendo así Quintero su quinto subcampeonato con el equipo.
El Torneo Apertura 2013, Santos terminó como segundo lugar general de la competencia, en cuartos de final le ganó al Querétaro (2:3, 3:1) en semifinales fue eliminado por León, perdió el partido de ida 3:1 y el de vuelta empató a dos goles, Quintero terminó con siete goles y nueve asistencias en 20 partidos, con lo que se consagró como el máximo asistente del torneo. También participó en la Copa México Apertura 2013, en donde anotó cinco goles en cuatro partidos. Para el Clausura 2014, Quintero de nueva cuenta terminó como líder en asistencias, esta vez con ocho pases para gol, además de anotar siete goles. Después de siete años, Quintero volvió a participar en la Copa Libertadores, consiguió tres goles en siete partidos y terminó como el máximo asistente de la competencia con cinco pases para gol.

### Club América

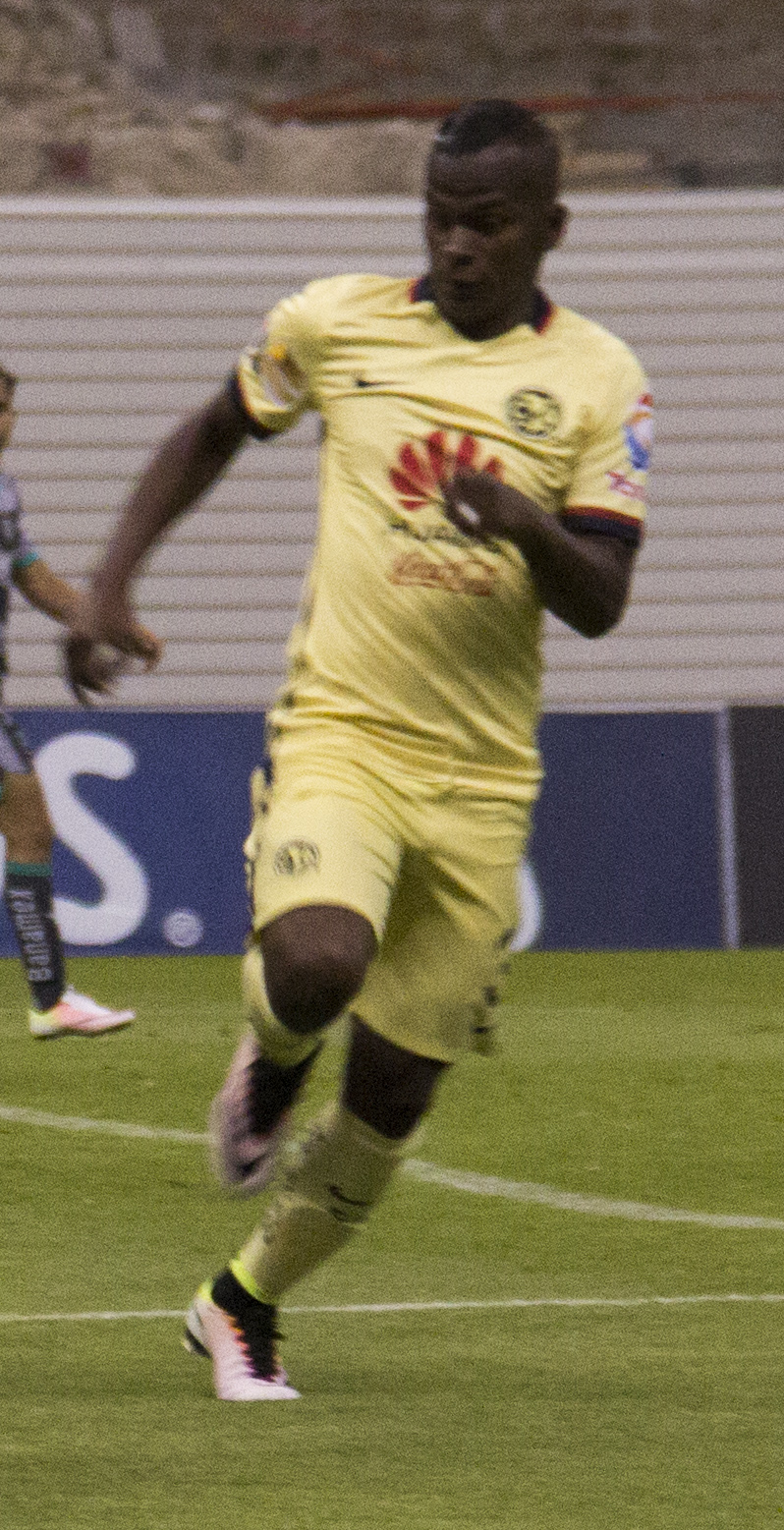
Darwin con América.

A partir del 15 de diciembre se anuncia que es nuevo refuerzo del Club América para el Torneo Clausura 2015.
El 5 de enero marcaría su primer gol con su nuevo equipo en la victoria 5-2 frente a Monterrey en partido amistoso y el 11 de febrero se estrenaría oficialmente marcando el gol del triunfo en el debut del conjunto azulcrema en el Torneo Clausura 2015 en un partido contra el León en el cual el conjunto azulcrema salió victorioso con marcador de 3-2.
Fue fundamental para el triunfo de su equipo en las semifinales de la CONCACAF Liga Campeones al anotar gol en el triunfo 6-0 pasando a la final.
El 29 de abril alzaría su primer título con América e internacional con su nuevo equipo en la Concacaf Liga Campeones 2014-15 frente al Montreal Impact de Canadá en partido de ida empatando a un gol y en el de vuelta de visitantes ganando 4-2 asistiendo en dos ocasiones. 
Volvería a marcar para el Apertura en la victoria 4 a 0 sobre Dorados haciendo su cuarto gol con el equipo. El 16 de septiembre volvería a marcar por duplicado por Concacaf Liga Campeones en la victoria como visitantes 3-1 sobre Walter Ferretti siendo la figura del partido.
El 6 de diciembre de 2015 anotaría su primer doblete con el América en semifinales contra los Pumas UNAM, partido que finalizó con un 3-1 a favor de los azulcremas, pero los Pumas ganarían en el marcador global y avanzarían a la final, el América se despidió de México para asistir al Mundial de Clubes.
Después de su problema en la rodilla vuelve a marcar el 19 de enero por la Copa México en la victoria 3 a 2 frente al Santos Laguna marcando un golazo de media distancia.
Su primer gol de la nueva temporada 2017 lo marca el 19 de agosto en la victoria 3 a 2 como visitantes frente a los Lobos BUAP. En su debut en la Liga de Campeones 2018 marca el gol del empate a un gol frente a Deportivo Saprissa clasificando a los cuartos de final.

### Minnesota United FC
El 26 de marzo de 2018 se confirma su traspaso al Minnesota United FC de la Major League Soccer de Estados Unidos. Debuta el 14 de abril con gol en la derrota 3-2 como visitantes en casa del Portland Timbers. El 4 de julio marca su primer hat-trick con el club en la victoria 4 por 3 sobre Toronto FC saliendo como la figura del partido. En sus primeros 16 partidos llegaría a nueve goles siendo el goleador del equipo. Cierra su primera temporada con once goles y trece asistencias en 28 partidos jugados, su mejor temporada desde 2013.

### Houston Dynamo
En noviembre de 2019 después de no prorrogar su contrato con el Minnesota United FC, es contratado por el Houston Dynamo de la Major League Soccer de Estados Unidos para las siguientes dos temporadas.

### América de Cali
El 23 de diciembre del 2022 se confirma de forma oficial que fichó con el América de Cali de la Categoría Primera A de Colombia constituyéndose en la mejor contratación en el fútbol colombiano para la temporada 2023.

## Selección nacional

### Categorías inferiores
Participó en los XX Juegos Centroamericanos y del Caribe en su edición del 2006, en el primer partido anotó dos goles en la goleada 7-0 a la Selección de fútbol de las Antillas Neerlandesas, anotó su tercer gol en la victoria de Colombia 6-0 contra la Selección de fútbol de Jamaica en cuartos de final de la competencia, jugó todos los partidos y Colombia terminó campeón al derrotar 2-1 en la final a Selección de fútbol de Venezuela.
| Torneo                                  | Sede     | Resultado      | PJ | GA | Asis |
| --------------------------------------- | -------- | -------------- | -- | -- | ---- |
| XX Juegos Centroamericanos y del Caribe | Colombia | Medalla de oro | 5  | 3  | 0    |

En diciembre de 2006 fue convocado por el entrenador Eduardo Lara para disputar el Campeonato Sudamericano Sub-20 de 2007, en el primer partido contra la Selección de fútbol sub-20 de Argentina marcó el segundo gol con el que Colombia ganó el partido por marcador de 2-1. En la fase de grupos Colombia terminó como líder saldo de tres victorias en contra de Argentina (1:2), Ecuador (1:0) y Venezuela (2:1), y una derrota con Uruguay (1:0); en la ronda final Colombia sufrió cuatro derrotas: contra Chile (0:5), Uruguay (0:2), Paraguay (2:3) y Brasil (2:0), y obtuvo un empate a ceros en contra de Argentina con lo que terminó en el último lugar. Quintero jugó todos los partidos a excepción del juego contra Venezuela y solo anotó un gol.
| Torneo                                 | Sede     | Resultado   | PJ | GA | Asis |
| -------------------------------------- | -------- | ----------- | -- | -- | ---- |
| Campeonato Sudamericano Sub-20 de 2007 | Paraguay | Ronda final | 8  | 1  | 0    |

### Selección absoluta
En octubre de 2008 el seleccionador colombiano Eduardo Lara lo convocó por primera vez a la Selección Colombia para disputar los partidos de eliminatoria para la Copa Mundial de Fútbol de 2010. Debutó con la selección el 11 de octubre de 2008 en la derrota de Colombia como local por marcador de 0-1 en contra de la Selección de fútbol de Paraguay, entró al minuto 55 en lugar de Freddy Montero. Durante las eliminatorias participó en otros cuatro partidos: contra Brasil (0:0), Bolivia (2:0), Venezuela (2:0) y Argentina (1:0). Quintero no anotó gol en ningún partido de la eliminatoria y al final Colombia terminó en séptimo y quedó fuera del mundial.
El 28 de diciembre de 2008 jugó un partido amistoso contra la Selección de fútbol de Cataluña en el Camp Nou, jugó todo el partido y el resultado fue de 2-1 a favor de Cataluña. Anotó su primer gol con la selección colombiana el 30 de septiembre de 2009 en un partido amistoso contra la Selección de fútbol de México, entró al partido al minuto 78 y al 81 anotó a pase de Yulián Anchico.
En noviembre de 2011 fue convocado por Leonel Álvarez para los partidos de eliminatoria en contra de Venezuela y Argentina. Contra Venezuela entró al minuto 84 de partido y con Argentina al 75, no logró anotar gol. Casi un año después fue convocado nuevamente, ahora por José Néstor Pékerman y tuvo participación el 7 de septiembre de 2012 en la victoria por goleada de Colombia ante la Selección de fútbol de Uruguay por marcador de 4-0.
| Eliminatoria                            | Sede del Mundial       | Posición               | Resultado   | PJ | GA | Asis |
| --------------------------------------- | ---------------------- | ---------------------- | ----------- | -- | -- | ---- |
| Eliminatorias Mundial de Sudáfrica 2010 | Sudáfrica              | 7°lugar 23pts          | Eliminado   | 5  | 0  | 1    |
| Eliminatorias Mundial de Brasil 2014    | Brasil                 | 2°lugar 30pts          | Clasificado | 3  | 0  | 0    |
| Total en Eliminatorias                  | Total en Eliminatorias | Total en Eliminatorias | 1/2         | 8  | 0  | 1    |

## Estadísticas

### Clubes
Actualizado a 16 de junio de 2025.
| Club                               | Div.          | Temporada     | Liga  | Liga  | Liga   | Copas nacionales(1) | Copas nacionales(1) | Copas nacionales(1) | Torneos internacionales(2) | Torneos internacionales(2) | Torneos internacionales(2) | Total | Total | Total  |
| Club                               | Div.          | Temporada     | Part. | Goles | Asist. | Part.               | Goles               | Asist.              | Part.                      | Goles                      | Asist.                     | Part. | Goles | Asist. |
| ---------------------------------- | ------------- | ------------- | ----- | ----- | ------ | ------------------- | ------------------- | ------------------- | -------------------------- | -------------------------- | -------------------------- | ----- | ----- | ------ |
| Deportes Tolima Colombia           | 1.ª           | 2005          | 2     | 0     | 0      | -                   | -                   | -                   | -                          | -                          | -                          | 2     | 0     | 0      |
| Deportes Tolima Colombia           | 1.ª           | 2006          | 42    | 19    | 10     | -                   | -                   | -                   | 6                          | 2                          | 2                          | 48    | 21    | 14     |
| Deportes Tolima Colombia           | 1.ª           | 2007          | 12    | 5     | 2      | -                   | -                   | -                   | 5                          | 2                          | 1                          | 17    | 7     | 4      |
| Deportes Tolima Colombia           | Total club    | Total club    | 56    | 24    | 12     | -                   | -                   | -                   | 11                         | 4                          | 3                          | 67    | 28    | 18     |
| Krylia Sovetov Rusia               | 1.ª           | 2007          | 11    | 1     | 2      | -                   | -                   | -                   | -                          | -                          | -                          | 11    | 1     | 2      |
| Krylia Sovetov Rusia               | Total club    | Total club    | 11    | 1     | 2      | -                   | -                   | -                   | -                          | -                          | -                          | 11    | 1     | 2      |
| Deportivo Pereira Colombia         | 1.ª           | 2008          | 34    | 17    | 0      | -                   | -                   | -                   | -                          | -                          | -                          | 34    | 17    | 0      |
| Deportivo Pereira Colombia         | 1.ª           | 2024          | 36    | 13    | 6      | -                   | -                   | -                   | -                          | -                          | -                          | 36    | 13    | 6      |
| Deportivo Pereira Colombia         | 1.ª           | 2025          | 16    | 4     | 4      | 3                   | 2                   | -                   | -                          | -                          | -                          | 19    | 6     | 4      |
| Deportivo Pereira Colombia         | Total club    | Total club    | 86    | 34    | 10     | 3                   | 2                   | -                   | -                          | -                          | -                          | 89    | 36    | 10     |
| Santos Laguna México               | 1.ª           | 2008-09       | 16    | 4     | 1      | -                   | -                   | -                   | 4                          | 4                          | 1                          | 20    | 8     | 2      |
| Santos Laguna México               | 1.ª           | 2009-10       | 41    | 11    | 11     | 3                   | 0                   | 0                   | 2                          | 1                          | 0                          | 46    | 12    | 11     |
| Santos Laguna México               | 1.ª           | 2010-11       | 33    | 8     | 7      | -                   | -                   | -                   | 7                          | 3                          | 0                          | 40    | 11    | 7      |
| Santos Laguna México               | 1.ª           | 2011-12       | 43    | 14    | 15     | -                   | -                   | -                   | 8                          | 4                          | 2                          | 51    | 18    | 17     |
| Santos Laguna México               | 1.ª           | 2012-13       | 34    | 13    | 6      | -                   | -                   | -                   | 9                          | 6                          | 0                          | 43    | 19    | 6      |
| Santos Laguna México               | 1.ª           | 2013-14       | 41    | 14    | 18     | 4                   | 5                   | 0                   | 7                          | 3                          | 5                          | 52    | 22    | 23     |
| Santos Laguna México               | 1.ª           | 2014-15       | 17    | 2     | 9      | 8                   | 0                   | 8                   | -                          | -                          | -                          | 25    | 2     | 17     |
| Santos Laguna México               | Total club    | Total club    | 225   | 66    | 67     | 15                  | 5                   | 8                   | 37                         | 21                         | 8                          | 277   | 92    | 83     |
| América                            | 1.ª           | 2014-15       | 17    | 1     | 2      | 1                   | 0                   | 0                   | 6                          | 1                          | 5                          | 24    | 2     | 7      |
| América                            | 1.ª           | 2015-16       | 39    | 12    | 6      | -                   | -                   | -                   | 10                         | 4                          | 0                          | 49    | 16    | 6      |
| América                            | 1.ª           | 2016-17       | 26    | 2     | 8      | 9                   | 2                   | 0                   | 3                          | 0                          | 0                          | 38    | 4     | 8      |
| América                            | 1.ª           | 2017-18       | 25    | 2     | 5      | 6                   | 1                   | 3                   | 3                          | 1                          | 1                          | 33    | 4     | 9      |
| América                            | Total club    | Total club    | 107   | 17    | 21     | 16                  | 3                   | 3                   | 22                         | 6                          | 6                          | 144   | 26    | 30     |
| Minnesota United FC Estados Unidos | 1.ª           | 2018          | 27    | 11    | 13     | 1                   | 0                   | 0                   | -                          | -                          | -                          | 28    | 11    | 13     |
| Minnesota United FC Estados Unidos | 1.ª           | 2019          | 31    | 10    | 6      | 5                   | 6                   | 1                   | -                          | -                          | -                          | 36    | 16    | 7      |
| Minnesota United FC Estados Unidos | Total club    | Total club    | 58    | 21    | 19     | 6                   | 6                   | 1                   | -                          | -                          | -                          | 64    | 27    | 20     |
| Houston Dynamo Estados Unidos      | 1.ª           | 2020          | 22    | 7     | 7      | 0                   | 0                   | 0                   | -                          | -                          | -                          | 22    | 7     | 7      |
| Houston Dynamo Estados Unidos      | 1.ª           | 2021          | 20    | 3     | 2      | 0                   | 0                   | 0                   | -                          | -                          | -                          | 20    | 3     | 2      |
| Houston Dynamo Estados Unidos      | 1.ª           | 2022          | 28    | 8     | 2      | 0                   | 0                   | 0                   | -                          | -                          | -                          | 28    | 8     | 2      |
| Houston Dynamo Estados Unidos      | Total club    | Total club    | 70    | 18    | 11     | 0                   | 0                   | 0                   | -                          | -                          | -                          | 70    | 18    | 11     |
| América de Cali Colombia           | 1.ª           | 2023          | 42    | 5     | 13     | 2                   | 0                   | 0                   | -                          | -                          | -                          | 44    | 5     | 13     |
| América de Cali Colombia           | Total club    | Total club    | 42    | 5     | 13     | 2                   | -                   | -                   | -                          | -                          | -                          | 44    | 5     | 13     |
| Total carrera                      | Total carrera | Total carrera | 655   | 186   | 151    | 42                  | 16                  | 12                  | 70                         | 31                         | 17                         | 764   | 233   | 182    |
|                                    |               |               |       |       |        |                     |                     |                     |                            |                            |                            |       |       |        |

### Resumen estadístico goles a nivel profesional
Actualizado a 16 de junio de 2025.
| Competición           | Partidos | Goles | Promedio |
| --------------------- | -------- | ----- | -------- |
| Liga                  | 655      | 186   | 0,30     |
| Copas nacionales      | 42       | 16    | 0,38     |
| Copa Internacionales  | 70       | 31    | 0.44     |
| Selección de Colombia | 14       | 1     | 0,07     |
| Total en su carrera   | 781      | 234   | 0,30     |

### Hat-tricks
| 1 | 6 de diciembre de 2008 | Hernán Ramírez Villegas, Pereira | Deportivo Pereira - Deportivo Cali |  | 3 - 1 | Torneo Finalización 2008  |
| 2 | 21 de agosto de 2012   | Estadio Corona (TSM), Coahuila   | Santos Laguna - CD Águila          |  | 5 - 0 | Liga de Campeones 2012-13 |
| 3 | 13 de abril de 2014    | Estadio Corona (TSM), Coahuila   | Santos Laguna - Atlante FC         |  | 4 - 3 | Torneo Clausura 2014      |
| 4 | 4 de julio de 2018     | TCF Bank Stadium, Mineápolis     | Minnesota United - Toronto FC      |  | 4 - 3 | Major League Soccer 2018  |

## Palmarés

### Campeonatos nacionales
| Título                        | Equipo           | País     | Año  |
| ----------------------------- | ---------------- | -------- | ---- |
| Juegos Deportivos de Colombia | Selección Tolima | Colombia | 2004 |
| Primera División              | Santos Laguna    | México   | 2012 |
| Copa México                   | Santos Laguna    | México   | 2014 |

### Campeonatos internacionales
| Título                  | Equipo          | Sede     | Año  |
| ----------------------- | --------------- | -------- | ---- |
| Juegos Centro/Caribe    | Colombia Sub-21 | Colombia | 2006 |
| Concacaf Liga Campeones | América         | Canadá   | 2015 |
| Concacaf Liga Campeones | América         | México   | 2016 |

### Distinciones individuales
| Distinción                                                   | Año     |
| ------------------------------------------------------------ | ------- |
| Mejor jugador del Categoría Primera A                        | 2008    |
| Máximo goleador de la Concacaf Liga Campeones                | 2012-13 |
| Máximo asistente de la Primera División de México            | C-2014  |
| Máximo asistente de la Copa Libertadores de América          | 2014    |
| Máximo asistente de la Copa México                           | A-2014  |
| Máximo asistente de la Primera División de México            | A-2014  |
| Mejor gol de la Fase de grupos de la Concacaf Liga Campeones | 2015    |

## Vida personal
Darwin nació en la ciudad de Tumaco en el departamento de Nariño al oeste de Colombia. Se crio en Cali, en la zona de la Puerta del Sol, junto con su padre, Guilbert Quintero, y con su hermana Lizeth y Zoila. Después, se fue para Ibagué a jugar con las fuerzas básicas de Tolima y su familia se quedó en Cali.
Su primer nombre (Carlos) lo heredó de su tío y su segundo nombre (Darwin) se lo puso su padre, no en honor al naturalista Charles Darwin, sino que se lo puso debido a que él antes leía muchos libros y en uno de ellos vio el nombre.
Está casado con Valentina Sierra. Tiene dos hijos, Carlos Darwin Jr. (3 de marzo de 2011) y Martina (1 de marzo de 2014). El 9 de diciembre de 2013 recibió su carta de naturalización, que lo acredita como ciudadano mexicano.